# Fernand Oubradous
Fernand Oubradous, né le 19 février 1903 à Paris et mort le 9 janvier 1986 à Saint-Mandé, est un bassoniste, chef d'orchestre et compositeur français. Il crée en 1957 l'Académie internationale d'été de Nice qui existe depuis lors.

## Biographie
Fernand Robert Oubradous naît le 19 février 1903 le 6e arrondissement de Paris. Il est le fils du bassoniste François Oubradous,.
De 1916 à 1923, il est élève au Conservatoire de Paris, d'abord en classe de solfège de Paul Rougnon, puis comme auditeur de la classe de piano d'Isidore Philipp, enfin dans la classe de basson d'Eugène Bourdeau à compter de 1922. L'année suivante, il est lauréat du premier prix de basson. Parallèlement, il travaille avec Noël Gallon, André Bloch et Philippe Gaubert (direction d'orchestre).
Il est directeur de la musique de scène du Théâtre de l'Atelier de 1925 à 1930, et le créateur en 1927 du trio d'anches de Paris, avec le hautboïste Myrtil Morel et le clarinettiste Pierre Lefebvre. Il est membre de plusieurs orchestres, l'Orchestre national en 1934-1935, basson solo de l'Orchestre de la Société des concerts du Conservatoire en 1936, et de l'orchestre de l'Opéra de Paris de 1935 à 1953.
En 1940, Oubradous transforme la Société des instruments à vent créée en 1879 par Paul Taffanel en Association des Concerts de chambre de Paris, dont il est président, qui devient « Concerts symphoniques de chambre de Paris » en 1943. À partir de 1942, il est chargé de la classe d'ensemble instrumental au Conservatoire de Paris.
De 1947 à 1948, il est chef d'orchestre et directeur artistique du Grand théâtre de Lille, puis, de 1954 à 1958, professeur au Mozarteum de Salzbourg.
En 1958, il fonde l'Académie internationale d'été de Nice, est nommé président de l'Association française de musique de chambre en 1961, et appartient au comité des programmes de l'ORTF de 1964 à 1973. En 1966, il crée une collection de musique contemporaine française aux éditions Transatlantiques. En 1981, il est nommé commandeur des Arts et des Lettres.
Comme chef d'orchestre, Fernand Oubradous est le créateur de nombreuses œuvres, d'Henry Barraud (Images pour un poète maudit, 1955), Jacques Charpentier, Jean-Michel Damase, Daniel-Lesur, Maurice Emmanuel (Amphitryon, 1941), Geroges Enesco (Symphonie de chambre, 1955), Reynaldo Hahn (Concerto provençal, 1946), Jacques Ibert (Suite élisabéthaine, 1943), Jean Langlais (Trois Danses, op. 46, 1949), Gian Francesco Malipiero (Dialoghi, 1963), Henri Martelli (Suite concertante, op. 57, 1944), Bohuslav Martinů (Concerto da camera, 1954), Henri Sauguet (Deux mouvements à la mémoire de Paul Gilson, 1966 ; The Garden's Concerto, 1973), Henri Tomasi.
Il meurt le 9 janvier 1986 à Saint-Mandé,, et est inhumé dans le cimetière Sud de Saint-Mandé dépendant de la commune mais situé dans le 12e arrondissement de Paris.